# Противопожарное окно
Противопожарное окно — средство для дополнительной и надежной защиты помещений от распространения огня.

## Описание
Существует два типа противопожарных окон:
 — холодный профиль
 — теплый профиль
Холодный профиль создан для установки между помещениями. Теплый термоизолированный профиль выходит на улицу.
Основной показатель противопожарных окон — предел огнестойкости. Это показатель сопротивляемости конструкции огню. Определяется по результатам огневого испытания. Выражается в количестве минут от начала испытания до проявления одного или последовательно нескольких признаков предельных состояний (нормируемых для данной конструкции):
- потеря целостности (E) проявляется образованием в конструкции сквозных отверстий или трещин, через которые на обратную (необогреваемую) поверхность проникают продукты горения и (или) открытое пламя.
- потери несущей способности (R) строительной конструкции при пожаре соответствует её обрушению либо возникновению предельного прогиба или скорости нарастания предельных деформаций.
- потеря теплоизолирующей способности (W) характеризуется повышением температуры на необогреваемой поверхности конструкции до предельных значений (I) или достижением предельной величины плотности теплового потока на нормируемом расстоянии от необогреваемой поверхности конструкции (W).

Огнестойкость противопожарных окон колеблется от 0 до 90 минут и зависит от высоты этажа и размеров самих окон. Во время пожара окна должны обеспечить целостность преграды, так называемый параметр Е. Огнестойкость параметра класса Е показывает, что в случае возникновения пожара преграда будет герметична по отношению к пламени и горячим газам в течение 60 минут. Это время потребуется для эвакуации людей из горящего здания.

## Конструкция
Противопожарное окно состоит из рамы и многослойного огнеупорного стекла. Для рамы противопожарного окна применяется специальный металлический профиль. Каждый слой стекла стеклопакета защищён от другого плёнкой, которая удерживается в пространстве между стёклами при помощи вставок, пропитанных герметиком. При воздействии высоких температур, вставки расширяются и заполняют пространства в конструкциях противопожарных окон. Происходит дополнительная герметизация оконных проёмов и в случае возникновения пожара, в здание будет перекрыто проникновение отравляющих продуктов горения. Чаще всего при производстве противопожарных окон применяют алюминий. Внешний вид данных окон от стандартных алюминиевых отличает наличие двухкамерных огнеупорных стеклопакетов, но основные отличия находятся внутри алюминиевого профиля — это специальные противопожарные вставки. Окна в противопожарных преградах изготавливают в глухом исполнении, не открывающимися. Но возможна установка автоматических приводов закрывания створок. К противопожарным окнам должен прилагаться сертификат, подтверждающий соответствие окон всем требованиям пожарной безопасности. Компания, устанавливающая такие окна, также должна иметь сертификат.
Типы огнестойкости окон в зависимости от конструкции и назначения:
- ОП-1 — противопожарное окно 1-го типа с минимальным пределом огнестойкости 1,0 час — Е 60;
- ОП-2 — противопожарное окно 2-го типа с минимальным пределом огнестойкости 0,5 часа — Е 30;
- ОП-3 — противопожарное окно 3-го типа с минимальным пределом огнестойкости 0,25 часа — Е 15.

## Нормативно-технические документы, стандарты
- Конструкции строительные. Светопрозрачные ограждающие конструкции и заполнения проёмов. Метод испытаний на огнестойкость.
- Федеральный закон от 22 июля 2008 года № 123-ФЗ «Технический регламент о требованиях пожарной безопасности»